# James Strachan
James Strachan, kanadski hokejski funkcionar, * 1876, Montréal, † 6. april 1939.
Strachan je bil predsednik kluba Montreal Wanderers od 1904 do 1909. Wanderersom je pomagal do osvojitve 3 od klubskih 4 Stanleyjevih pokalov. To mu je uspelo v letih 1906, 1907 in 1908. Kasneje je postal prvi predsednik kluba Montreal Maroons. V njihovi drugi sezoni so osvojili Stanleyjev pokal, to je bilo v sezoni 1925/26. 